# Língua pai-lang
Pai-lang (白狼) é a mais antiga das línguas tibeto-birmanesas] já registradas, sendo conhecida a partir de três canções curtas gravados no clássico Hou Han Shu, totalizando 44 linhas de sílabas A linguagem é claramente Lolo –birmanesa ou muito relacionada, mas a partir de 1970 esse fato apresentou muitas dúvidas e interpretações diversas. 
De acordo com o Hou Han Shu, as músicas são originárias do oeste de  Sichuan e uma tradução chinesa foi apresentada ao Imperador Ming de Han (58-75 d.C.). A versão do Pai-lang, transcrita em outro local em caracteres chineses foi interpolada quando a  Hou Han Shu  foi compilada no século V. Assim, além da distorção inerente a transcrição, a interpretação é complicada pela história transmissão do texto e a incerteza sobre a pronúncia de Han Oriental chinês.
Várias características do texto levaram os estudiosos a duvidar da visão tradicional de que as músicas foram traduzidas do Pai- lang para chinês, pois as músicas refletem uma visão chinesa de mundo, contendo muitas palavras e frases chinesea e geralmente seguem ordem de palavras chinês. Além disso, as versões chinesas rimam, enquanto as versões Pai-lang não o fazem. A maioria dos autores modernos afirma que as canções foram compostas em chinês e suas palavras traduzidas (quando possível) em equivalentes palavras ou frases Pai-lang, mantendo a estrutura métrica do original chinês. 
Um vocabulário de cerca de 134 palavras e frases foi extraído do texto, dos quais cerca de 80 palavras foram comparadas, com diferentes níveis de confiança, para possíveis cognatos Tibeto - Birmanesesurman. 
A maioria dos autores concluem que a Pai- lang é Lolo- birmanesa. No entanto, Coblin argumenta que algumas palavras Pai- lang parecem ser mais conservadoras do que o reconstruído idioma proto-Lolo-Birmanêsa. Assim,  é provável que lhe fosse um parente próximo e não um  verdadeiro membro da família. Por exemplo, a palavra para desfiladeiro (gljung ⟩, mantém um encontro consonantal de proto- sino-tibetanas * klu • n, que se perdeu na proto-Lolo-birmanesa * ³ lon. 